# Die Helden des Westens
Die Helden des Westens ist der Reihentitel einer Anthologie von 1890, in der unter dem Bandtitel Der Sohn des Bärenjägers die ersten beiden Jugenderzählungen Karl Mays für die Knabenzeitschrift Der Gute Kamerad erschienen:
1. Der Sohn des Bärenjägers (1887)
2. Der Geist des Llano estakado (1888, ursprünglich fälschlich Der Geist des Llano estakata)
Für die weiteren bei der Union Deutsche Verlagsgesellschaft erschienen Buchausgaben Mayscher Jugenderzählungen wurde der Reihentitel nicht mehr verwendet.
In „Karl May’s Gesammelten Werken“ sind die beiden Erzählungen im Band 35 „Unter Geiern“ erschienen.